# Fiménil
Fiménil é uma comuna francesa na região administrativa do Grande Leste, no departamento de Vosges. Estende-se por uma área de 5.13 km². Em 2010 a comuna tinha 231 habitantes (densidade: 45 hab./km²).